# يان جورج
يان جورج (بالألمانية: Jann George) (31 يوليو 1992 بنورنبرغ في ألمانيا - ) هو لاعب كرة قدم ألماني في مركز الهجوم. لعب مع غرويتر فورت ويان ريغينسبورغ و1. FC Nürnberg II ‏ وSpVgg Greuther Fürth II ‏ وTSV 1860 Munich II ‏.

## روابط خارجية
- يان جورج على موقع قاعدة بيانات كرة القدم.إي يو (الإنجليزية)
- يان جورج على موقع بيانات كرة القدم. دي إي (الألمانية)
- يان جورج على موقع Soccerway.com (الإنجليزية)
- يان جورج على موقع عالم كرة القدم.نت (الإنجليزية)